# アクロタトス (クレオメネス2世の子)
アクロタトス（希：Ακρότατος, ラテン文字転記：Acrotatos, 紀元前4世紀）は、スパルタの王族である。

## 略歴・人物
アクロタトスはスパルタ王クレオメネス2世の長子で、クレオメネスの次のスパルタ王アレウス1世の父である。弟に王位を求めてアレウスと戦ったクレオニュモスがいる。アクロタトスは父の生前に死んだため、クレオメネスの後の王位にはクレオメネスには孫にあたるアレウスがついた。
アクロタトスは紀元前331年のアンティパトロス率いるマケドニア軍との戦いで逃げ帰った者たちの名誉回復の命令に反対したため、対象の人々のみならず多くの人々の怒りを買い、身の危険すらあった。そのために、紀元前314年にアクラガスからの使節がシュラクサイの僭主アガトクレスとの戦争のためにスパルタ人の将軍を送ってほしいという用向きでスパルタにやって来た時には、かねてより海外での行動を望んでいたアクロタトスは渡りに船とばかりに監督官の許しを得ずに少数の船と共にアクラガスへと出航した。しかし、風に流されて彼の船はアポロニアに流された。その地で彼はアポロニアを包囲していたイリュリア王グラウキアスとアポロニアとの間に和約を締結させた。その後タラスへ向かい、アガトクレスとの戦いへの助力を取り付けるとアクラガスに向かった。しかしアクロタトスはアクラガスで贅沢に耽り、暴虐な振る舞いをするばかりで何もしなかったため、アクラガスの人々は彼に対して謀反を起こそうとした。これを恐れた彼は密かにスパルタに逃げ帰った。その後の彼については不明である。

## 註
1. ↑  プルタルコス, 「アギス」, 3
2. ↑  パウサニアス, III, 6, 2
3. ↑  ディオドロス, XIX. 70
4. ↑  ibid , XIX. 71

## 参考URL
- パウサニアス著、飯尾都人訳、『ギリシア記』、龍渓書舎、1991年
- プルタルコス著、村川堅太郎他訳、『世界古典文学全集　プルタルコス』、筑摩書房, 1966年
- Bill Thayer's Web Site（『歴史叢書』の英訳あり）